# Mokre peči
Mokre peči so potok in istoimenski slap, imenovan tudi Lucifer, ki v deževnih dneh pada čez strme stene pobočja jugovzhodno od naselja Gozd Martuljek in se kot desni pritok izliva v reko Savo. V zimskem času so na območju vidne številne ledene sveče.